# Elena Medel
Elena Medel Navarro (ur. 29 kwietnia 1985 w Kordobie) – hiszpańska poetka, pisarka i redaktorka.

## Życiorys
Studiowała filologię hiszpańską na Universidad de Córdoba.
Pierwsze próby pisarskie podjęła młodo, pod wpływem lektury wierszy Federica Garcíi Lorki. Zadebiutowała w 2002 roku tomikiem poezji Mi primer bikini, za który otrzymała nagrodę Premio Andalucía Joven. Jej trzeci tomik, Chatterton (2014), został wyróżniony Nagrodą Loewe dla Młodych Twórców. Tworzy także prozę; w 2015 wydano jej zbiór esejów El mundo mago, zaś w 2020 roku ukazała się jej pierwsza powieść, Cuda, którą przełożono na piętnaście języków, w tym na język polski.
W wieku 19 lat współzałożyła wydawnictwo poetyckie La Bella Varsovia, którym kieruje. Pracuje również jako redaktorka dla innych wydawnictw. Była redaktor naczelną magazynu „Eñe”.
Mieszka w Madrycie.

## Dzieła

### Poezja
- Mi primer bikini (Premio Andalucía Joven 2001; DVD, 2002) ISBN 84-95007-65-7.
- Vacaciones (El Gaviero Ediciones, 2004) ISBN 84-933751-1-X.
- Tara (DVD, 2006) ISBN 84-96328-50-4.
- Un soplo en el corazón (Ediciones del 4 de agosto – Colección Planeta Clandestino # 47, 2007) ISBN 84-96686-36-6.
- Chatterton (Visor, 2014) ISBN 978-84-9895-864-5.
- Un día negro en una casa de mentira (1998-2014) (Visor, 2015) ISBN 978-84-9895-899-7.

### Powieści
- Las maravillas (Anagrama, 2020), wyd. pol.: Cuda. Agata Ostrowska (tłum.). Wydawnictwo W.A.B., 2023. ISBN 978-83-8318-790-7. Brak numerów stron w książce

### Eseje
- El mundo mago. Cómo vivir con Antonio Machado (Barcelona, Ariel, 2015) ISBN 978-84-344-2235-3.

### Twórczość zawarta w antologiach poezji
- Inéditos: once poetas (red. Ignacio Elguero; Huerga y Fierro, 2002) ISBN 84-8374-305-1.
- Veinticinco poetas españoles jóvenes (red. Ariadna G. García, Guillermo López Gallego i Álvaro Tato; Hiperión, 2003). ISBN 84-7517-778-6.
- La lógica de Orfeo (ed. Luis Antonio de Villena; Madrid, Visor, 2003) ISBN 84-7522-926-3.
- Edad presente: poesía cordobesa para el siglo XXI (red. Javier Lostalé; Fundación José Manuel Lara, 2003) ISBN 84-96152-09-X.
- Poetisas españolas (red. Luzmaría Jiménez Faro; Torremozas, 2003). ISBN 84-7839-287-4.
- Ilimitada voz: antología de poetas 1940-2002 (red. José María Balcells; Universidad, 2003) ISBN 84-7786-800-X.
- Andalucía poesía joven (ed. Guillermo Ruiz Villagordo; Plurabelle, 2004) ISBN 84-933871-0-X.
- Radio Varsovia. Muestra de poesía joven cordobesa (La Bella Varsovia, 2004) ISBN 84-609-2361-4.
- Que la fuerza te acompañe (El Gaviero, 2005) ISBN 84-934411-0-4.
- Tres tiempos, seis voces (Torremozas, 2006). ISBN 84-7839-360-9.
- Hilanderas (Amargord, 2006) ISBN 84-87302-24-6.
- Aquí y ahora (red. Lara Moreno; Igriega Movimiento Cultural, 2008) ISBN 978-84-612-2486-9.
- Antología del beso, poesía última española, de Julio César Jiménez (Mitad doble ediciones, 2009) ISBN 978-84-613-0665-7.
- y para qué + POETAS. Herederos y precursores. Poesía andaluza≤ n. 1970, Raúl Díaz Rosales i Julio César Jiménez (Eppur ediciones 2010). ISBN 978-84-937100-5-7.

### Opowiadania
- VV.AA., Matar en Barcelona (antologia opowiadań), Alpha Decay, 2009.
- Bleak House Inn. Diez huéspedes en casa de Dickens. Opowiadania autorstwa Pilar Adón, Elia Barceló, Oscar Esquivias, Marc Gual, César Mallorquí, Ismael Martínez Biurrun, Elena Medel, Francesc Miralles, Daniel Sánchez Pardos i Marian Womack. Redakcja i epilog: Care Santos. Fábulas de Albión, 2012